# Consell de Governs Locals
El Consell de Governs Locals és una institució de la Generalitat de Catalunya que es preveu en l'article 85 de l'Estatut d'Autonomia de Catalunya de 2006. En aquest òrgan són representats els municipis i les vegueries de Catalunya de manera proporcional a la població i el territori. El consell es constituí durant els tres mesos posteriors a l'entrada en vigor de la llei del Consell de Governs Locals.
La funció del consell és representar els interessos dels municipis i vegueries, participar en la tramitació parlamentària de les iniciatives legislatives que afecten les administracions locals.
En formen part, els presidents dels consells de vegueria, l'alcalde de Barcelona i els presidents de les entitats municipalistes més representatives, fins a un total de 100 membres. Mentre no es creïn les vegueries i els consells de vegueria en seran membres els presidents de les diputacions provincials. Els membres del consell no podran ser diputats del Parlament de Catalunya, ni del Congrés dels Diputats i Senat espanyols ni del Parlament europeu.